# Tatochila blanchardii
Tatochila blanchardii is een vlindersoort uit de familie van de Pieridae (witjes), onderfamilie Pierinae.
Tatochila blanchardii werd in 1881 beschreven door Butler.